# Ernst Schulte Strathaus
Ernst Schulte Strathaus, häufige Falschschreibung Schulte-Strathaus (* 9. Juli 1881 in Bövinghausen; † 10. Februar 1968 in München), war ein deutscher Literatur- und Buchwissenschaftler sowie Antiquar. Von 1935 bis 1941 wirkte er als Amtsleiter für Kunst- und Kulturfragen im Stab von Rudolf Heß.

## Leben

### Herkunft, Ausbildung
Schulte Strathaus wurde als siebtes von neun Kindern des Bauern Schulte Strathaus auf dem Haackenhof zu Bövinghausen bei Lütgendortmund (Landkreis Dortmund) geboren. Er erwarb eine höhere Schulbildung an Gymnasien in Dortmund und Münster, jedoch verhinderten „missliche wirtschaftliche Verhältnisse nach dem frühen Tod des Vaters“ ein reguläres Universitätsstudium. Bis 1901 erlernte er das Antiquariat im Osnabrücker Betrieb des Verlagshauses Ferdinand Schöningh.

### Frühe Münchener Jahre: 1901–1934
Im April 1901 ging er nach München, dessen kulturelle Atmosphäre und Bohème ihn stark beeindruckten. Dort wirkte er zunächst im Süddeutschen Antiquariat des H. Lüneburg, wo er die Bibliothek von Joseph Görres, die von dessen Nachfahren veräußert worden war, antiquarisch bearbeitete. Im April 1904 wechselte er in das Antiquariat Julius Halle (1864–1927), das auf Inkunabeln, Frühdrucke, Holzschnitt-Bücher sowie mittelalterliche Text- und Bilderhandschriften spezialisiert war. 1907 war Schulte Strathaus – zusammen mit Karl Wolfskehl, Carl Georg von Maassen, Hans von Weber, Franz Blei und Emil Hirsch – Gründer der Gesellschaft der Münchner Bibliophilen, die im Jahr 1913 allerdings wieder auseinanderfiel. In diesem Zirkel verkehrten ferner Alexander von Bernus, Oskar Piloty, Carl Graf von Klinckowström, Curt von Faber du Faur und Victor Manheimer. Hans von Weber beauftragte ihn in jener Zeit, Bücher seiner Reihe Hundertdrucke zu betreuen. Einen Platz in der Goetheforschung erwarb sich Schulte Strathaus, als er in seiner Schrift Die Bildnisse Goethes die sogenannten Wachsmuth’schen Vignetten als Teil der Familientafel Goethes identifizierte. Von seinen bibliophilen Interessensgebieten musste sich Schulte Strathaus abwenden, als er zu Beginn des Ersten Weltkriegs im Oktober 1914 als Kriegsfreiwilliger in die 1. Königlich Bayerische Feldartillerie-Brigade eintrat. Im November 1918 wurde er als Oberleutnant d. R. entlassen. 
Nach dem Krieg rief er mit Horst Stobbe die bibliophile Zeitschrift Die Bücherstube ins Leben. Der 1923 gegründeten Gesellschaft der Münchner Bücherfreunde, der der Buchgestalter Fritz Helmuth Ehmcke vorsaß, gehörte er ebenfalls an, außerdem Carl Georg von Maassen, der Maler Rolf von Hoerschelmann, Carl Graf von Klinckowström, Hanns Floerke, Heinrich Ehlers, Gunther Hildebrandt und Willy Wiegand. Im Antiquariat Julius Halle lernte er die Germanistin und Bibliothekswissenschaftlerin Ilse Pröhl kennen, die dort von 1921 bis 1924 arbeitete. Pröhl war schon 1921 der NSDAP beigetreten. Vom 17. November 1923 bis zum 12. Mai 1924 beherbergte Schulte Strathaus in seinem Haus in Irschenhausen Rudolf Hess, der nach dem Hitlerputsch auf der Flucht war.
1933 heiratete Schulte Strathaus Heilwig Seidel, die Tochter der Schriftstellerin Ina Seidel, die in der Zeit des Nationalsozialismus durch ihr Gelöbnis treuester Gefolgschaft (1933) für Adolf Hitler und durch nationalsozialistisch durchwirkte Texte 1944 in die Gottbegnadeten-Liste aufgenommen wurde. Seit 1932 hatte sie sich – wohl auch durch Schulte Strathaus – für den Nationalsozialismus begeistert.

### Im Braunen Haus: 1934–1941

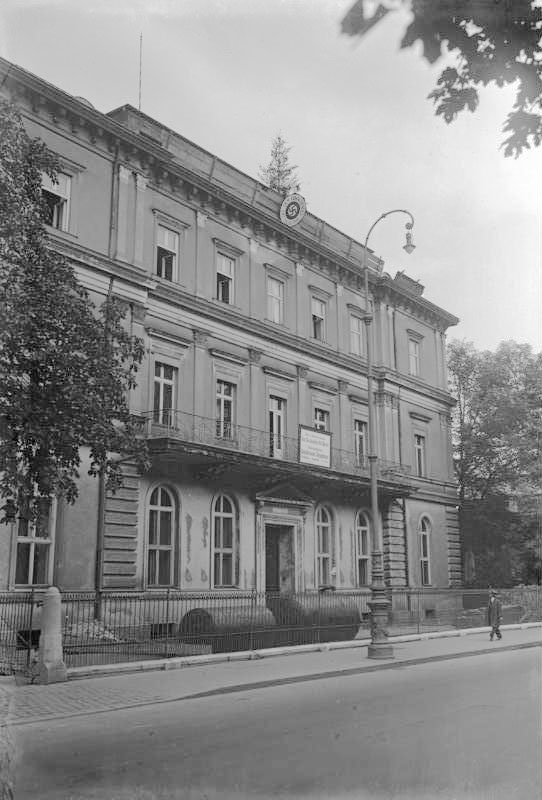
NSDAP-Zentrale Braunes Haus, Dienststelle von Schulte Strathaus von 1934 bis 1941

Im April/Mai 1934 verschaffte Rudolf Heß, Hitlers Stellvertreter und „Reichsminister ohne Geschäftsbereich“, Schulte Strathaus eine Stelle als „Sachbearbeiter für Schrifttum und Wissenschaft“ in seinem Stab im Braunen Haus in München. Schulte Strathaus hatte Heß schon vor Jahren durch Ilse Pröhl, die 1927 Heß’ Ehefrau geworden war, kennengelernt. Da das Antiquariat Julius Halle (Nachfolger Isaak und David Halle) 1933/34 hatte schließen müssen, kam Schulte Strathaus dieses Angebot, das ihm Heß durch ein Telefonat bereits Ende 1933 gemacht hatte, sehr recht. Um die Stelle bekleiden zu können, musste er Mitglied der NSDAP werden. Heß sorgte dabei dafür, dass von einer geltenden Aufnahmesperre eine Ausnahme gemacht und er rückwirkend zum 1. Januar 1934 in das Mitgliederverzeichnis der NSDAP eingetragen wurde. Obwohl Schulte Strathaus in Heß’ Stab als frischgebackener Parteigenosse ein Exot war und dem Reichs- und Stabsleiter Martin Bormann als „katholisch gebunden“ erschien, stieg er 1935 mit der Funktionsbezeichnung „Sachbearbeiter für Kunst- und Kulturfragen“ als Nachfolger von Philipp Bouhler zum Amtsleiter auf.
Zu seinen Funktionen, die sich allerdings teilweise mit den Aufgaben anderer Dienststellen des NS-Staats überschnitten, besonders mit den Tätigkeitsbereichen von Philipp Bouhler, Karl Heinz Hederich und Alfred Rosenberg, gehörte etwa die Ausübung des Vorkaufsrechts für beschlagnahmten jüdischen Kunstbesitz. In diesem Zusammenhang war es sein Anliegen, Werke des von Hitler besonders geschätzten Malers Rudolf von Alt zu beschaffen. Außerdem wirkte er für Heß an verschiedenen Fragen der Schul- und Kulturpolitik mit, etwa indem er im März 1935 den Erziehungsminister Bernhard Rust um eine Ausnahme der Waldorfschulen vom Schüleraufnahme-Verbot für Privatschulen ersuchte, indem er dem jungen Journalisten Henri Nannen 1935 die Aufhebung eines Sprech- und Schreibverbotes übermittelte, indem er sich 1936 in einer Denkschrift zugunsten Gustav Pezolds als Leiter des Langen Müller Verlags verwendete oder indem er die Ausforschung und den Erwerb aller Hitler-Erinnerungsstücke und besonders der von Hitler in seiner Wiener Zeit gemalten Aquarelle leitete.
In Schulte Strathaus’ Zuständigkeit fiel auch die Erteilung der Vertriebsgenehmigung für Bilder des Führers in Form von Büsten und Plaketten, die gemäß gemäß den Ausführungsverordnungen des Gesetzes zum Schutze der nationalen Symbole nicht ohne Zustimmung der Reichsleitung der NSDAP verwendet werden durften.
Eine Rolle spielte er auch bei der Einrichtung eines Instituts zur Erforschung der Judenfrage. In seiner dienstlichen Funktion als „Reichsamtsleiter“ war er ferner im Vorstand der Gesellschaft „Deutsche Literatur“ e.V. Leipzig, tätig, ohne dienstliche Funktionsbezeichnung war er Beisitzer der Gesellschaft der Bibliophilen, Weimar. 1935 vermittelte Schulte Strathaus über den ihm bekannten Gartenarchitekten Alwin Seifert den Architekten Roderich Fick für den Bau der Reichssiedlung Rudolf Heß in Pullach. Nach deren Fertigstellung bewohnten Ernst und Heilwig Schulte Strathaus samt ihren vier Kindern dort am Sonnenweg 16 – in der Nachbarschaft von Bormann und anderen NS-Größen – ab 1937 ein Haus als Dienstwohnung.

### Verhaftung, Gefängnisse, KZ: 1941–1943
Mitten im Zweiten Weltkrieg, am 10. Mai 1941, startete Rudolf Heß mit einem Jagdflugzeug zu einem die Reichsführung überraschenden Flug in den schottischen Landesteil des Kriegsgegners Großbritannien. Dies wertete Hitler, der ihm hierzu keinen Auftrag erteilt hatte, als Verrat bzw. als die Tat eines Geisteskranken. Er ordnete die Verhaftung aller Mitwisser an. In den Verdacht der Mitwisserschaft geriet schnell auch Schulte Strathaus, der Heß durch ein Horoskop vom Januar 1941 den 10. Mai „als einen erfolgsversprechenden Tag für eine Reise im Interesse des Friedens“ benannt hatte. Im März hatte sich Schulte Strathaus dies noch einmal durch eine Münchener Astrologin bestätigen lassen. Am Morgen des 14. Mai wurde Schulte Strathaus verhaftet und zum Verhör in die Dienststelle der Gestapo im Wittelsbacher Palais abgeführt. Seine Wohnung und sein Büro wurden nach Beweisgegenständen durchsucht. Im Zuge der Ermittlungen wurde auch die Parapsychologin Gerda Walther verhaftet und zu ihrer Korrespondenz mit Schulte Strathaus verhört, die bei den Durchsuchungen gefunden worden war. Sie erklärte bei dem Verhör, dass sie in ihrer Zeit als Sekretärin des Münchener Arztes und Parapsychologen Albert von Schrenck-Notzing (1927–1929) Schulte Strathaus als einen „begeisterten Anhänger Schrencks“ erlebt habe. Nach zwei Wochen wurde Schulte Strathaus mit anderen Verdächtigten in das Gestapo-Gefängnis in der Prinz-Albrecht-Straße 8 in Berlin überführt und elf Monate in Einzelhaft gehalten. Ina Seidel bemühte sich vergeblich um seine Freilassung; auch ein Besuch wurde der Schwiegermutter nicht gewährt. Danach wurde er in das KZ Sachsenhausen überstellt. Kurz nach seiner Verhaftung waren ihm bereits Amt, Dienstwohnung und Parteimitgliedschaft entzogen worden; wohl mit Rücksicht auf die bei Hitler hoch angesehene Schriftstellerin Ina Seidel durften ihre Tochter und ihre Enkelkinder aber noch bis Herbst 1942 in dem Haus Sonnenweg 16 der Reichssiedlung in Pullach wohnen bleiben.

### Späte Münchner Jahre: 1943–1968
Nach der KZ-Haft, die am 3. März 1943 endete, durfte sich Schulte Strathaus nicht aus München entfernen. Von April 1943 bis zum Herbst 1945 erhielt er eine Stelle als „wissenschaftlicher Hilfsarbeiter“ bei der Bayerischen Staatsbibliothek. Im Verlauf des Jahres 1944 büßte die Staatsbibliothek durch Bombenangriffe einen Teil ihres Bestandes ein. Am 7. Januar 1945 traf auch Schulte Strathaus’ neue Wohnung in der Münchner Schönfeldstraße ein Luftangriff, wobei rund 1500 Bände seiner privaten Bibliothek untergingen.
Die „Hunger- und Kältejahre“ nach dem Krieg verbrachte er nach eigenen Angaben als „Gemüsegärtner, Holzhacker, Torfstecher, Heizer, Installateur, Sachtauscher“. Dann kamen „lichtere Jahre“, in denen er sich als Privatgelehrter wieder den „Arbeiten angewandter und beratender Buchkunde“ zuwenden konnte. Am 4. Februar 1968 erlitt Schulte Strathaus bei einem Verkehrsunfall in München schwere Verletzungen, denen er am 10. Februar erlag.

## Schriften (Auswahl)
- Mit Karl Wolfskehl: Die trunkene mette durch vier deutsche jahrhunderte. 1909.[22]
- Die Bildnisse Goethes. In: Erstes Supplement zur Propyläen-Ausgabe von Goethes sämtlichen Werken. Georg Müller, München 1910, S. 35 ff.
- Die Bücher der Hundert. Druck für die Hundert. Hyperion-Verlag, München 1911.
- (Hrsg.): Paul van der Aelst: Blumm und Außbund Allerhandt Außerlesener Weltlicher, Züchtiger Lieder und Reymen. München 1912 (Digitalisat).
- Bibliographie der Originalausgaben deutscher Dichtungen im Zeitalter Goethes. Georg Müller, München/Leipzig 1913.
- Gedanken zum illustrierten schönen Buche. In: Die Bücherstube. München 1923.
- Katalog J. Halle, Antiquariat München. München 1928.
- Die Wittenberger Heiligtumsbücher vom Jahre 1509 mit Holzschnitten von Lucas Cranach. In: Gutenberg-Jahrbuch 1930, S. 175–186.
- Goethes Faust-Fragment 1790. Eine buchkundliche Untersuchung. Schriften der Corona XXVI, München: Verlag R. Oldenburg, Zürich: Verlag der Corona, 1940, zuerst 1932 als Privatdruck unter dem Titel Die echten Ausgaben von Goethes Faust erschienen
- Die Veröffentlichungen der Gesellschaft der Münchner Bibliophilen. München 1961.
- Der Sokratische Philolog. Kreuz- und Querzüge eines Hamann-Sammelbandes. In: Jahrbuch der Sammlung Kippenberg. Neue Folge, Band 1, Düsseldorf 1963, S. 139–149.
- Kippiana. Freundliche Begegnungen mit Anton Kippenberg in München 1908–1949. Gesellschaft der Bibliophilen (u. a.), München-Solln 1969.